# I , For Rent.
《出租情人》（英語：I, For Rent），為臺灣公共電視的第八屆學生劇展，張耕聞、陳冠頤導演，由李維維、李至正、王琄、沈昶宏主演。2012年8月開拍，2013年5月26日晚間11點30分於公共電視台上映。

## 劇情摘要
在這個城市裡，冷漠，是生活的一貫態度，疏離，是社會的共同默契，而情感...變得微不足道，究竟，人在這沒有溫度的世界裡是什麼？究竟又扮演著什麼角色？

## 劇情大綱
不久後的將來，科技取代了人類原本的溝通模式，導致了人性與價值觀念的轉變，空洞的內心佈滿整個社會，於是這時代出現了一個新興行業「出租情人」，消費者能以金錢購買情感，他們所求的並不是肢體接觸，而是希望能擁有情感、能夠得到溫暖......

## 主要角色
- Cherry（李維維飾）
- 李晟（李至正飾）
- 李奕（沈昶宏飾）
- 潘媽（王琄飾）

## 製作團隊
- 監　製：張朝晟
- 製作協調：朱慕蓉、李美佩
- 製作人：顏瑜玫
- 製片統籌：莊惟凱
- 導　演：張耕聞、陳冠頤
- 編　劇：張耕聞、莊惟凱、陳冠頤
- 執行製片：詹慧中
- 副導演：曾士權
- 場　記：陳紹涵
- 分鏡繪製：伍家緯
- 攝影指導：張碩輔
- 攝影師：陳冠愷
- 攝影助理：黃品豪、陳冠文
- 攝影器材：Mirager Production House
- 燈光指導：陳孟緯
- 燈光師：林亮君、林承漢
- 燈光助理：粘峻嘉、周奕
- 收音師：王暐翔
- 收音助理：李基誥
- 美術統籌：張真慈
- 美術助理：蔡侑霖、陳柏翰
- 整體造型：安尹田美學社
- 梳化：葉綺婷、游沛蓁、林育姍、羅玲、鄭智文、陳畇叡
- 劇照：Oscar（劉誠）
- 側錄：莊惟凱
- 場務：蔡侑霖、陳柏翰、高聖凱、張廷蔚
- 音樂：張衞帆、何人鳳
- 剪輯：張耕聞、陳冠頤
- 特效：王璽榮
- 數位調光：利達數位影音

## 外部連結
- I , For Rent.的Facebook專頁
- 《 出租情人》七夕特別花絮（页面存档备份，存于）

## 相關新聞
- 獨家專訪／名模李維維出租中 卸下保護色認最愛  Nownews相關報導（页面存档备份，存于）